# Altes Museum
A berlini Altes Museum, magyarul Régi Múzeum, 1845-ig Királyi Múzeum a Múzeum-szigeten található klasszicista épület, amelyben a berlini Állami Múzeumok antik gyűjteménye található. Nevét az 1843-ban építeni kezdett Neues Museumhoz képest kapta. Az épület 1825-1828 között, Karl Friedrich Schinkel tervei alapján készült.

## Története
A 19. század elején a német polgárság egyre öntudatosabb lett és így került a figyelem középpontjába az az elgondolás, hogy a majdnem teljesen hozzáférhetetlen nemesi magángyűjtemények helyett olyan múzeum épüljön, amely mindenki számára látogatható, ezzel műveltséget biztosítva a polgároknak is. A felvilágosult porosz király, III. Frigyes Vilmos is ezt a Humboldt-féle elgondolást vallotta és megbízta Karl Friedrich Schinkelt, hogy múzeumot tervezzen a királyi műgyűjtemények számára. A király – amint azt egy 1841-ben kelt rendeletben kinyilvánította – a Spree-sziget egészét a művészetnek és tudományoknak szentelt szabad várossá akarta átalakítani.
A király által felállított bizottság úgy határozott, hogy az alapítandó múzeumban csak magas művészetet szabad kiállítani. Az akkori felfogás szerint ezzel kizárták a néprajzot, a történelem előtti kort, illetve a Közel-Keleten kiásott műkincseket, amelyeket a Monbijou-kastélyba szállítottak át.
Az építész már 1822–1823-ban elkészítette a terveket, de az építkezést csak 1825-ben kezdték el és 1828-ban fejezték be. A múzeumot 1830. augusztus 3-án adták át rendeltetésének.
A nemzetiszocializmus időszakában a Régi Múzeum kulisszaként szolgált a propagandarendezvényekhez, amelyeket részben magában a múzeumban, részben az előtte elterülő parkban tartottak. A második világháború során a múzeum is súlyosan károsodott. 1951-1966 között Ludwig Justi igazgatósága idején elsőként épült újjá a sziget múzeumai közül, Hans Erich Bogatzky és Theodor Voissen szakmai irányításával, szem előtt tartva a korhűséget. Végleg megsemmisültek azonban a Schinkel által javasolt, Peter Cornelius által készített freskók, amelyek az előtérben és az oszlopcsarnok hátsó falán álltak. A rotunda színes festését a következő restaurálásnál, 1982-ben állították helyre Schinkel tervei alapján. A földszinten elhelyezett, belső udvarra néző kiállítótermek tetőzetét valamint a hajdani átjárót a Neues Museum felé nem építették újjá.

## Épülete
Schinkel figyelembe vette a tervezésnél a királynak azt az elképzelését, hogy a Múzeum-szigetet antik mintára, akropolisz-szerűen kell beépíteni. A király egy ceruzarajzot is készített az építésznek, amelyen egy oszlopcsarnok mögött húzódó főépület látható. Schinkel a terveiben a Királyi Múzeumot egy klasszicista épületegyüttesbe ágyazta be, amely a Lustgarten nevű park körül húzódott. Délen a Hohenzollernek városi kastélya (Berliner Stadtschloss) a világi hatalmat jelképezte, keleten a berlini dóm az isteni hatalmat, az északon építendő múzeumépület pedig a művészetek és tudományok szabad városaként a nép nevelését és művelését hivatott szolgálni.
Már előzőleg is Schinkel volt a felelős az eredetileg barokk dóm klasszicista átépítéséért, és a parknak a Régi Múzeum építésével párhuzamosan futó átalakításánál is figyelembe vették Schinkel elképzeléseit, így sikerült egy összefüggő klasszicista épületegyüttest létrehoznia.
Az Altes Museum a klasszicizmus jelentős és jellemző épületei közé tartozik. A tisztán tagolt külső formával és belső szerkezetével az ókori görög kánont követi, megtestesítve ezáltal a polgárságot művelő múzeum eszményét. A talapzaton álló kétszintes épület 87 méter hosszú és 55 méter széles. Egy lapos tetejű kockaalakú épületelemből áll, amelyhez kívülről egy tizennyolc ión oszloppal díszített előcsarnok csatlakozik. A két sarokpillér által határolt csarnok a parkra nyílik. A csarnok gerendapárkányán az oszlopok felett tizennyolc homokkőből faragott sas ül. Az épület homlokzatának felirata:
FRIDERICVS GVILHELMVS III. STVDIO ANTIQVITATIS OMNIGENIAE ET ARTIVM LIBERALIVM MVSEVM CONSTITVIT MDCCCXXVIII 
 (III. Frigyes Vilmos 1828-ban alapította ezt a múzeumot az ókor minden részének és a szabad művészeteknek tanulmányozására)
A múzeum kiállítótermei két belső udvar köré csoportosulnak, középen egy mindkét szinten keresztül húzódó rotunda található. Ez a római Pantheonra való utalás és a csarnok előtt elhelyezett lépcső olyan elemek, amelyek korábban csak az uralkodói építészet számára voltak fenntartva. A rotunda kívülről a hátul elhelyezett kocka alakú felépítményről ismerhető fel, amelynek sarkain négy talapzaton álló szobor található.
Az előcsarnok mögött található a homlokzattal párhuzamosan futó kétszárnyú lépcsőház, amelynek  a különlegessége az, hogy egyszerre van a külső és belső térben, mivel kívülről csak az oszlopok határolják. A lépcső előtt felállított, 6,91 méter átmérőjű gránitkehelyhet, Christian Gottlieb Cantian alkotását, eredetileg a rotundába szánták.
Schinkel festői alkotásának csúcsa a múzeum előcsarnokába tervezett freskóciklus, amely már a múzeum első tervein is szerepelt. Ez a monumentális képsorozat 1841 és 1870 között készült és az előcsarnok teljes hosszában és a lépcsőház felső részén húzódott. Mára ebből csak a Schinkel által készített két tervrajz maradt meg. A csaknem feledésbe merült sorozat igényei és kivitelezése alapján a 19. század monumentális alkotásai közé tartozott.

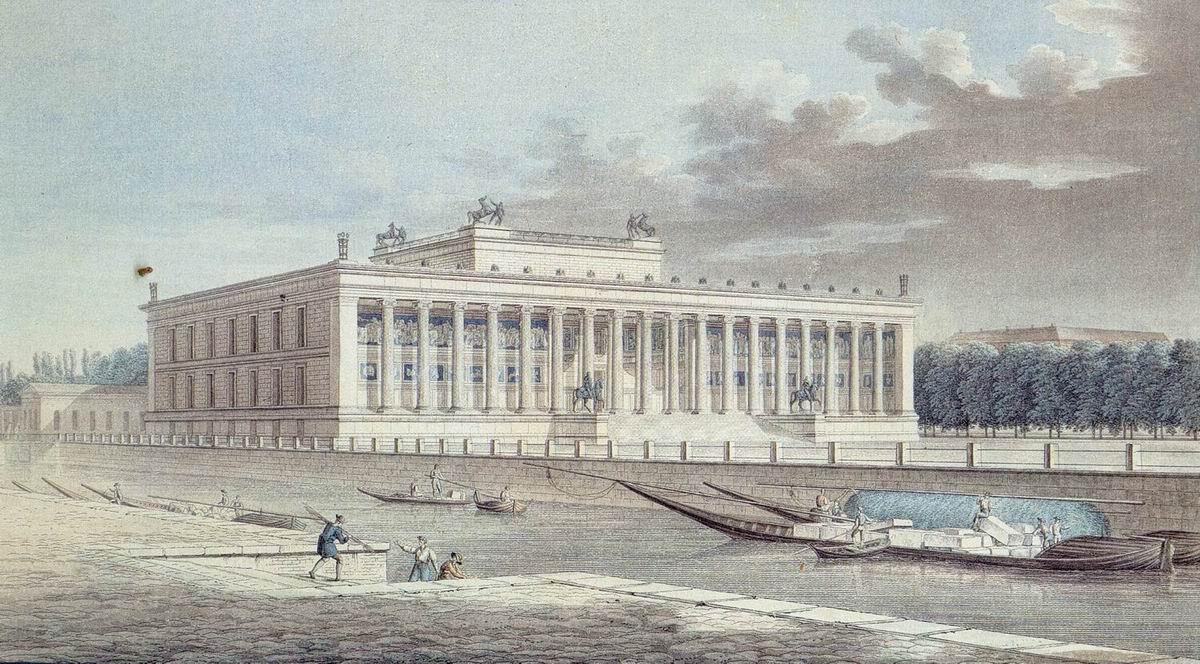
Az Altes Museum 1830 körül, Friedrich Alexander Thiele rajza
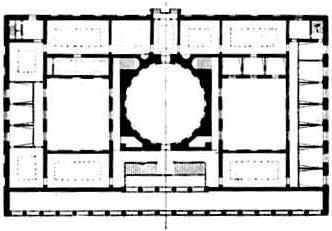
A múzeum földszintjének alaprajza
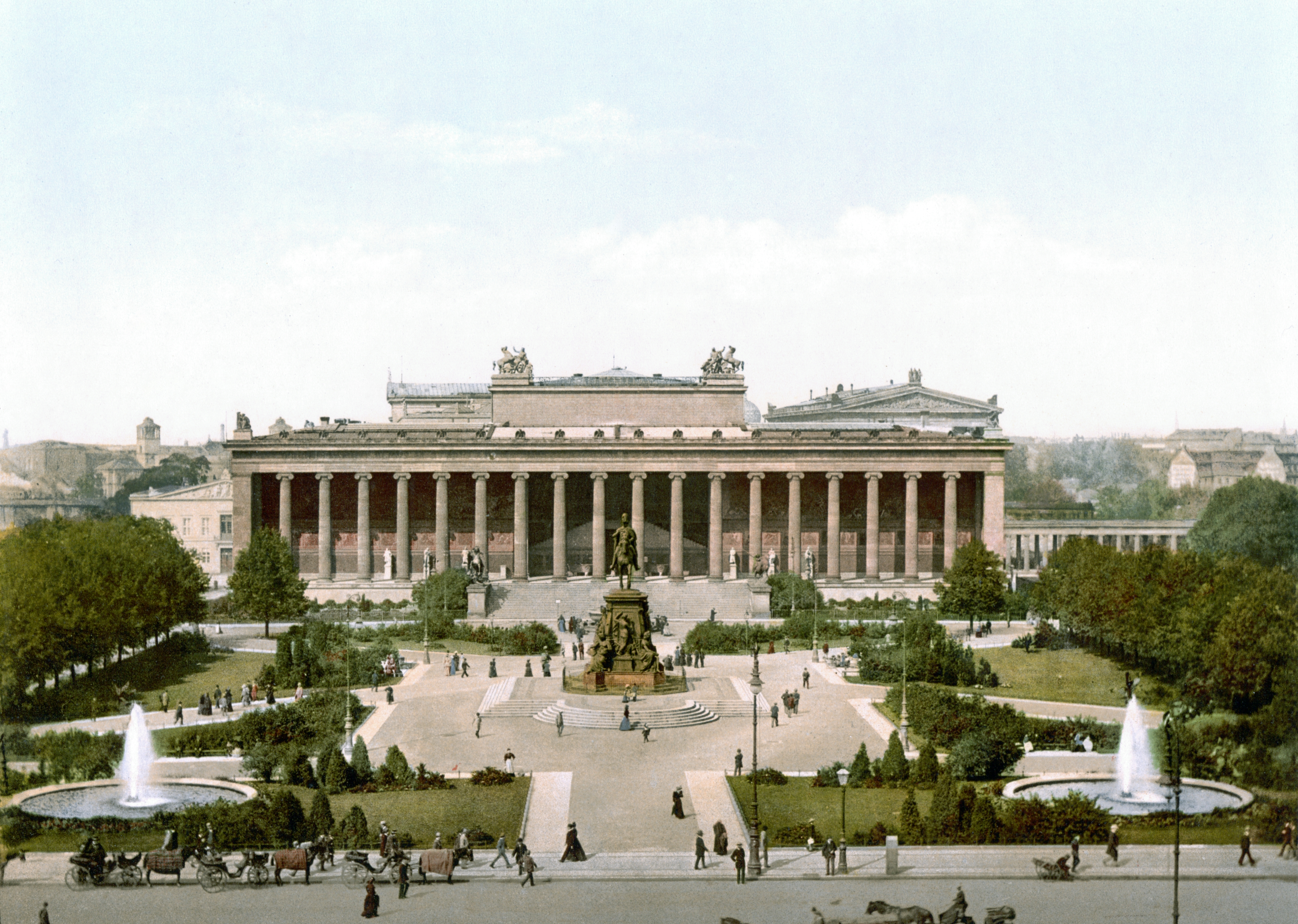
Az Altes Museum 1900 körül

## Kiállításai
Az épületet eredetileg az összes berlini szépművészeti gyűjtemény számára készült. 1904 óta azonban az antik gyűjtemény elhelyezésére szolgál. A felső szinten váltakozó időszaki kiállítások láthatóak; 2005 augusztusától a Neues Museum újjáépítésének befejezéséig a berlini Egyiptomi Múzeum kiállítása volt itt.

## Fordítás
- Ez a szócikk részben vagy egészben  az   Altes Museum (Berlin) című német Wikipédia-szócikk ezen változatának fordításán alapul.  Az eredeti cikk szerkesztőit annak laptörténete sorolja fel. Ez a jelzés csupán a megfogalmazás eredetét és a szerzői jogokat jelzi, nem szolgál a cikkben szereplő információk forrásmegjelöléseként.